# 藤岡和美
藤岡 和美（ふじおか かずみ、男性、1946年6月20日 - ）は、日本の政治家。元三重県久居市（現・津市）長（2期）。旭日双光章受章。

## 来歴
三重県一志郡久居町（のち久居市）出身。三重県立松阪高等学校を経て、1969年、日本大学法学部卒。同年三重県庁に入り、県教育委員会教職員課課長補佐、人事課長となり、1995年退職。翌年2月11日の久居市長選挙で無投票当選した。2000年2月6日に無投票で再選を果たした。2001年に市長を辞職し、同年の参議院議員選挙において三重県選挙区から自由民主党公認で立候補したが落選した。その後、2005年に久居市議会議員選挙に立候補して当選する。同年NPO法人市民風車夢の風理事長に就任。2006年久居市は津市と合併し、同年の津市議会議員選挙に立候補して当選した。2008年中部大学特別講師。2009年中国・南京市三江学院（大学）国際教育学院（学部）客員教授。2010年に再選。2014年に引退した。2017年春の叙勲で旭日双光章を受章。